# پارکر پاین
پارکر پاین (انگلیسی: Parker Pyne)کارآگاهی است که توسط آگاتا کریستی خلق شده و در مجموعه داستان تحقیقات پارکر پاین و دو داستان کوتاه مسئله در خلیج پلنزا و راز مسابقه قایقرانی ظاهر می‌شود.